# ルベン・オリベーラ
ルベン・アリエル・オリベーラ・ダ・ロサ（Rubén Ariel Olivera da Rosa, 1983年5月4日 - ）は、ウルグアイ・モンテビデオ出身の元同国代表サッカー選手。現役時代のポジションはミッドフィールダー。
スピード豊かなサイドアタッカー。アトレティコ・マドリード時代はセカンドトップも務めていた。

## 経歴
母国ウルグアイのダヌービオFCでプロデビューし、2002年にイタリアのユヴェントスFCへ移籍。同クラブでは2004-05シーズンこそ18試合に出場したものの、なかなか出場機会を得られずにレンタル移籍を繰り返す。
2009-10シーズンは母国に戻りCAペニャロールでプレーしていたが、2010年夏にUSレッチェと契約し再びイタリアへ渡った。2012年1月にACFフィオレンティーナへ移籍。2013年1月には買取オプション付きのレンタルでジェノアCFCへ移籍した。2013年夏からはレンタルバックしたが出場機会を得られず、2014年1月30日にブレシア・カルチョに完全移籍することが発表された。
2015年1月27日、セリエBのUSラティーナ・カルチョと1年契約を結んだ。
2018年7月16日、セリエDのFCアプリーリアSSDへ加入した。
2021年5月、現役引退を表明した。

## 代表歴
1999年のFIFA U-17世界選手権でウルグアイのベスト8進出時の中心選手。2001年からはA代表にも選ばれ、同年のコパ・アメリカ2001にも出場している。

## タイトル
ダヌービオ
- トルネオ・ウルグアージョ : 2001

ユヴェントス
- セリエA : 2002-03
- スーペルコッパ・イタリアーナ : 2003